# Thyrsanthemum floribundum
Thyrsanthemum floribundum är en himmelsblomsväxtart som först beskrevs av Martin Martens och Henri Guillaume Galeotti, och fick sitt nu gällande namn av Marcel Pichon. Thyrsanthemum floribundum ingår i släktet Thyrsanthemum och familjen himmelsblomsväxter. Inga underarter finns listade.